# Domostroi

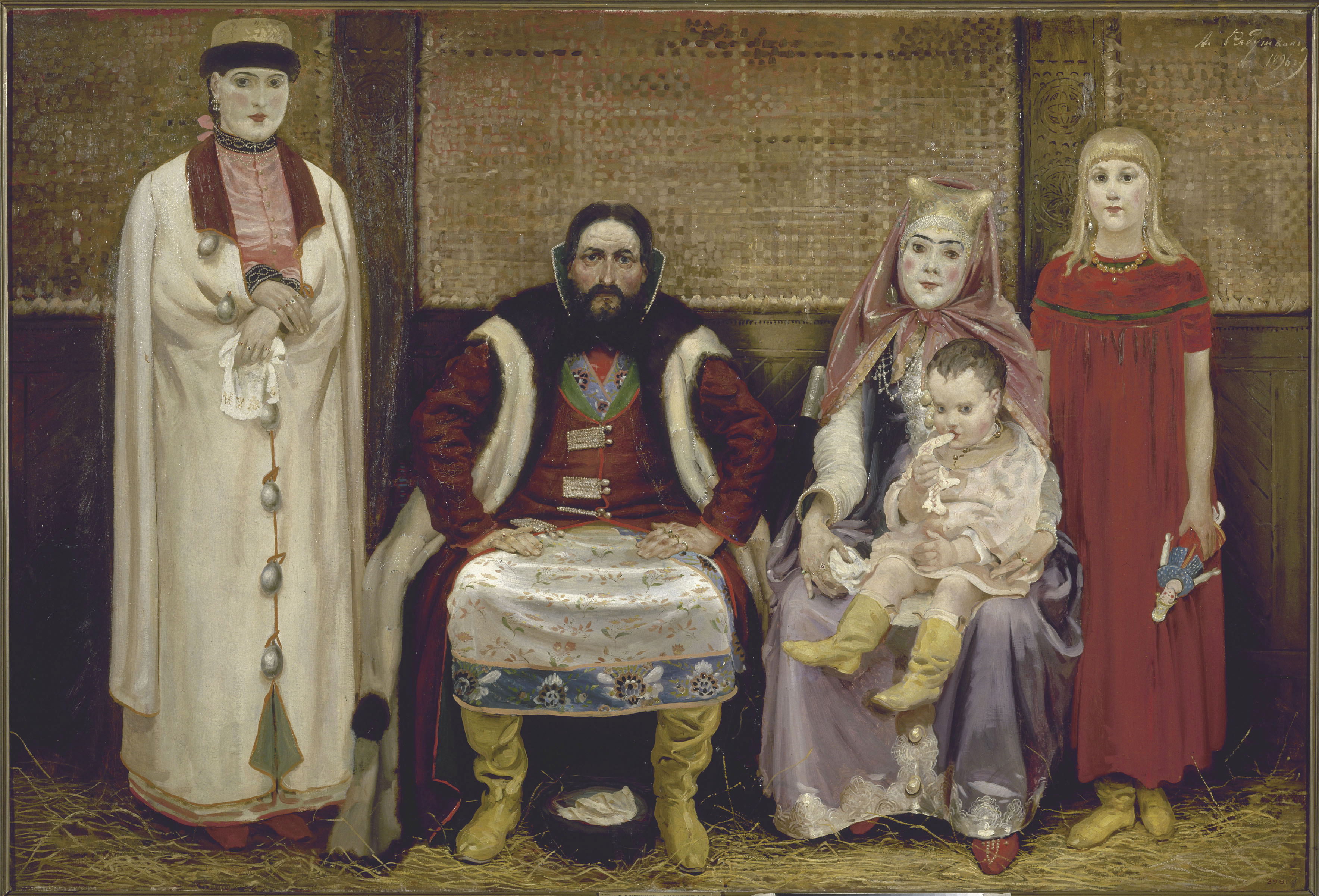
Una visió idealitzada d'una família de comerciants Moscovita.

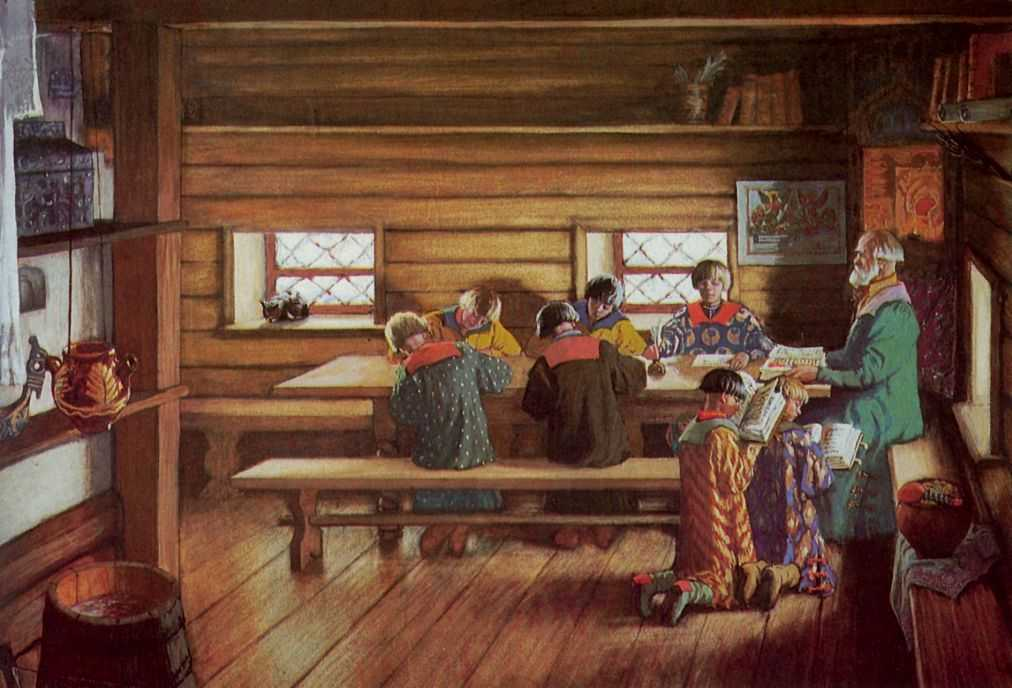
Una escola en el tsarisme de Rússia.

Domostroi (en rus: Домострой, «ordre domèstic») és un text pràctic de literatura russa del segle xvi, amb instruccions i consells d'administració de la llar, pertanyents a diverses qüestions religioses, socials, nacionals, i la família de la societat russa. Els valors fonamentals del Domostroi van tendir a reforçar l'obediència i la submissió a Déu, al tsar i a l'Església. Les obligacions principals eren el dejuni, l'oració, la veneració d'icones i l'entrega d'almoines.

## Història
El seu veritable autor és desconegut, però la creença més estesa és que va ser editat per l'arxipreste Silvestre, un influent assessor del jove Ivan IV. El text inclou una epístola titulada «64. Epístola d'un pare instruint el seu Fill», que va ser escrit per Silvester per instruir el seu fill, Antemio, sobre alguns dels temes més importants que es troben dins del Domostroi. Una edició actualitzada va ser compilat per Karion Istomin durant el segle xvii. Per als investigadors moderns, és un relat preciós sobre la societat russa i la vida dels boiars i comerciants acabalats.
Els investigadors moderns tendeixen a rastrejar els orígens del Domostroi en la República de Nóvgorod del segle xv, on podria haver estat utilitzat com una espècie de codi moral per a les persones riques. Amb aquest fi, té algunes cites del llibre de Proverbis i d'altres textos bíblics a més a més dels de textos més antics de la moral de Rússia, com Izmaragd i Zlatoust, i d'alguns textos occidentals com Llibre de les ensenyances cristianes (Txeca]) i Le Ménagier de Paris (França).
En la Rússia moderna, el terme Domostroi té un significat pejoratiu. S'utilitza un tipus de textos clàssics com d'Aleksandr Herzen El meu passat i pensaments i de Ivan Turguénev en Pares i fills per referir-se a una forma de vida tradicionalista associada amb una tirania patriarcal, com s'observa en les següents cites: «Una esposa que és bona, laboriosa i silenciosa és una corona per al seu marit». «No tinguis llàstima d'un youngling (esclau) mentre el copeges: si ho castigues amb una vara, no morirà, però es farà més sa».

## Estructura
El llibre es divideix en 67 seccions -en la versió de Silvestre- ocupen més o menys amb les següents matèries: 
- Pràctiques religioses
- Relació entre el poble rus i el tsar
- Organització de la família
- Administració de la llar
- Culinari